# Oppassen!!!
Oppassen!!! is een Nederlandse met Gouden Televizier-Ring bekroonde komedieserie, die van 9 maart 1991 tot 22 februari 2003 door de VARA op zaterdagavond werd uitgezonden. Met 321 afleveringen en één jubileumspecial is het een van de langstlopende komedieseries van de Nederlandse televisie. De serie, een spin-off van het destijds al tien seizoenen lopende Zeg 'ns Aaa, is bedacht door Chiem van Houweninge en Alexander Pola.

## Verhaal en achtergrond
De serie speelt zich af in de Rotterdamse wijk Kralingen, waar Henry Buys in 1978 een herenhuis heeft gekocht. Willem Bol is destijds al bij hem komen wonen, en ook hun kinderen trekken er in. De familie Bol-Buys en later de familie Bol-Van Cleeff-de Hert woont op Parklaan 4. Het huis dat in de serie te zien is staat in werkelijkheid op Essenweg 4 in Rotterdam. 
De serie draaide in de eerste acht seizoenen hoofdzakelijk om het wel en wee van de twee opa's Willem (Ben Hulsman) en Henry (Coen Flink) die samen een huishouden bestierden. Terwijl hun eigen kinderen Simone (Marieke van der Pol) en Victor (Hans Hoes) carrière aan het maken waren, zorgden zij voor hun tienerkleinkinderen Anna (Annette Barlo) en Rik (Matijs Jansen). Willems huisvriend Harry Stevens (Fred Vaassen) komt ook geregeld binnenstuiven. Deze grofgebekte Rotterdammer met een klein hartje zorgt voor de nodige ergernis bij Henry.
Vanaf seizoen 9 had een deel van de cast de serie verlaten. De afleveringen werden daarom nu meer toegespitst op de twee opa's en kleindochter Anna die nu zelf een zoon had samen met haar man Piet (Martijn Oversteegen). Ook werd de rol van de huisvriend Harry Stevens groter. Hoewel er met de VARA is gesproken over het veranderen van de titel in Twee opa's en een baby werd er vastgehouden aan Oppassen!!!.
In september 1999 besloot de VARA de serie stop te zetten. Op 2 februari 2000 werd de aflevering ‘Oost west, thuis best’ opgenomen, die op 3 juni 2000 werd uitgezonden als het oorspronkelijke slot van de reeks. In maart van dat jaar werd echter bekendgemaakt dat de serie vanwege de hoge kijkcijfers toch een nieuw seizoen van twintig afleveringen zou krijgen.
Omdat Annette Barlo inmiddels een contract had getekend bij Fox 8, werd besloten haar personage Anna uit de serie te schrijven. In haar plaats zou een nieuw nichtje worden geïntroduceerd. De synopsis van tien nieuwe afleveringen was inmiddels klaar, waarin opa Buys nog aanwezig was, toen Coen Flink overleed. 
De VARA besloot na overleg met de weduwe van Flink en de productiemaatschappij van Oppassen!!!, Blue Horse Productions, dat de serie doorging. In seizoen 13-15 speelde vervolgens Edmond Classen de rol van opa Rogier van Cleeff, een neef van opa Willem, als vervanging van opa Henry. Zijn dochter Bella (Heleen Hummelen) en haar twee kinderen Sander (Sascha Visser) en Willemijn (Lotje van der Bie) vervingen het oude gezin. De kijkcijfers en het marktaandeel bleven hoog. In november 2002 werd bekend dat er toch een definitief einde aan de serie kwam. De laatste uitzending was in februari 2003.
Rond opa Willem Bol werd vervolgens wel een nieuwe komedieserie opgezet, genaamd Bergen Binnen. De serie begon een week na de laatste uitzending van Oppassen!!!. In de eerste vier afleveringen is nog het decor van Oppassen!!! te zien, en loopt de verhaallijn door waarin de familie Van Cleeff verhuist naar Engeland en Willem Bol intrekt in het seniorencomplex in Bergen. In afleveringen 7 en 8 ontbreekt Hulsman echter, en na aflevering 10 stopt hij definitief met zijn rol als Willem Bol, omdat hij zich niet kan vinden in de gewijzigde werkwijze. De serie liep daarna nog één seizoen door.
In januari 2022 werd bekend dat hoofdrolspeelster Barlo werkte aan een nieuwe serie afleveringen van Oppassen!!!, samen met haar echtgenoot en producent Frank Timmer. Barlo herneemt in de nieuwe reeks haar rol van Anna Bol. Chiem van Houweninge en Marina de Vos waren weer als scenarioschrijvers betrokken bij het project en Jansen zou ook weer terugkeren als Rik Bol. Echter, in oktober 2022 werd bekend dat er geen doorstart komt vanwege gebrek aan interesse vanuit BNNVARA.

## Personages

### Familie Bol-Buys
| Personage          | Acteur              | Seizoen     | Jaar                  | Beschrijving |
| ------------------ | ------------------- | ----------- | --------------------- | --- |
| Willem Bol (1924)  | Ben Hulsman         | 1-15        | 1991-2003             | Oud-vakbondsleider en socialist (PvdA). Binnen het huishouden houdt Willem zich vooral bezig met de tuin, eenvoudig kluswerk en de was. Willem is geboren op de boerderij en zijn kookkunst is dan ook eenvoudig doch voedzaam. Hij was voor zijn pensioen werkzaam in een jeneverstokerij. In tegenstelling tot Henry gaat Willem vrij ontspannen om met veranderingen in de wereld. |
| Henry Buys (1924)  | Coen Flink          | 1-12        | 1991-2000             | Ex-burgemeester (VVD) van het 'mooie plaatsje Veere'. Binnen het huishouden is Henry een fanatiek keukenprins. Ook houdt hij zich veel bezig met strijkwerk en de scholing van de kinderen. Henry hecht als VVD'er van goede komaf veel waarde aan eigen verantwoordelijkheid, etiquette en traditie, wat hem veel frustraties in de moderne wereld oplevert. Met name het woord "doei" valt slecht in de smaak. Aan het begin van seizoen 13 blijkt Henry in niet nader genoemde omstandigheden overleden. |
| Anna van Vliet-Bol | Annette Barlo       | 1-12, 15    | 1991-2000, 2003       | Actief natuurliefhebster. Had vaak conflicten met haar broertje Rik. Na geslaagd te zijn voor haar eindexamen gaat Anna voor dierenarts studeren in Utrecht, maar blijft thuis wonen. Via haar studie ontmoet ze Piet, van wie ze uiteindelijk zwanger wordt, waarop ze met hem trouwt. Anna vertrekt uit de serie als Piet veearts in Drenthe wordt. Ze keert terug in de laatste aflevering voor de bruiloft van Harry en Maria.                                                                          |
| Rik Bol            | Matijs Jansen       | 1-8, 12, 15 | 1991-1998, 2000, 2003 | Puberale zoon, die met zijn streken vooral de opa's het leven zuur maakte. Rik is een fanatiek muzikant en diskjockey. Uiteindelijk vertrekt hij uit de serie om met zijn band op een internationale tournee te gaan. Rik keert nog driemaal terug: in de finale van seizoen 8 om Anna's bruiloft bij te wonen; in de finale van seizoen 12 omdat zijn tournee voorbij is, waarna hij echter opnieuw vertrekt; en in de laatste aflevering voor de bruiloft van Harry en Maria.                             |
| Simone Bol-Buys    | Marieke van der Pol | 1-12        | 1991-2000             | Dochter van Opa Henry. Simone was actrice. Soms verdween ze een tijdje uit beeld vanwege buitenlandse opnames. Wanneer ze met Victor naar Parijs vertrekt, verschijnt ze nog regelmatig voor haar werk in Nederland. Als Victor tijdelijk naar Jemen wordt overgeplaatst besluit Simone niet mee te gaan en in Rotterdam te blijven. Ze verdween uit beeld na de dood van Opa Henry, waarschijnlijk om met Victor in Den Haag te gaan wonen.                                                                |
| Victor Bol         | Hans Hoes           | 1-8, 12     | 1991-1997, 2000       | Zoon van Opa Willem. Victor was werkzaam als europarlementariër in het Europees Parlement te Brussel. Hierdoor was hij niet altijd thuis. Begin seizoen 8 verdwijnt Victor volledig uit beeld vanwege zijn werk in Brussel en later zijn nieuwe baan op de Nederlandse ambassade in Parijs. In de finale van seizoen 12 keert hij terug als zijn functie in Jemen erop zit en hij in Den Haag gaat wonen en werken.                                                                                         |
| Piet van Vliet     | Martijn Oversteegen | 7-12, 15    | 1997-2000, 2003       | Een dierenarts die uiteindelijk een relatie kreeg met Anna en met haar trouwde. Aan het begin van seizoen 13 blijkt hij veearts geworden in Drenthe en is hij derhalve met zijn gezin daarheen verhuisd. In de laatste aflevering komt hij met Anna en Ricky naar de bruiloft van Harry en Maria. |
| Ricky van Vliet    | Diverse kinderen    | 9-12, 15    | 1998-2000, 2003       | Zoontje van Anna en Piet, vernoemd naar Anna's broer Rik. |
| Does               | Bobbie & Banjer     | 1-12, 15    | 1991-2000, 2003       | Hond van de familie Bol-Buys, verhuisde later met Anna en Piet mee naar Drenthe. |

### Familie Van Cleeff-de Hert (2000-2003)
| Personage                | Acteur                | Seizoen | Jaar      | Beschrijving |
| ------------------------ | --------------------- | ------- | --------- | --- |
| Rogier van Cleeff        | Edmond Classen        | 13-15   | 2000-2003 | Willems neef en voormalig universitair docent Economie. Hij werd door Harry consequent met "professor" aangesproken. Rogier is in hetzelfde dorp als Willem opgegroeid, maar was hier de zoon van de dorpsdokter. Aanvankelijk komt hij logeren in het Rotterdamse herenhuis, maar na problemen met zijn appartement in Groningen trekt hij bij Willem en krijgt Henry's oude kamer. In tegenstelling tot Henry is Rogier een erg slechte kok. |
| Bella de Hert-van Cleeff | Heleen Hummelen       | 13-15   | 2000-2003 | Rogiers dochter. Bella is journaliste en gescheiden van haar (onmogelijke) man Jeroen de Hert. |
| Willemijn de Hert        | Lotje van der Bie     | 13-15   | 2000-2003 | Dochter van Bella en Jeroen. |
| Sander de Hert           | Sascha Visser         | 13-15   | 2000-2003 | Zoon van Bella en Jeroen, en zo mogelijk nog brutaler dan Rik Bol. |
| Jeroen de Hert           | Alexander van Heteren | 14-15   | 2001-2003 | Ex-man van Bella, is net als Victor Bol werkzaam in Brussel. Jeroen weigert voortdurend zich neer te leggen bij zijn scheiding met Bella en zorgt hiermee voor veel ergernis binnen de familie. Zeker nadat hij op de zolder van het echtpaar Meijer gaat wonen. |

### Overig
| Personage                 | Acteur              | Seizoen | Jaar      | Beschrijving |
| ------------------------- | ------------------- | ------- | --------- | --- |
| Harry Stevens             | Fred Vaassen        | 1-15    | 1991-2003 | Goede vriend van Willem. Harry was een echte volkse Rotterdammer met een hoop grove taal, wat veelal botste met de etiquette van Henry Buys. Aanvankelijk werkt Harry in de antiekzaak van Nicole, maar later start hij met een investering van Henry een rijdende patatkraam, die vaak 'De Hapkar' genoemd wordt. Na zijn scheiding met Nicole begint Harry een delicatessenzaak met Maria, zijn nieuwe vriendin, en later een pizzeria. Uiteindelijk wordt Harry werkloos, maar trouwt hij ook met Maria. |
| Nicole de Rovere          | Guusje van Tilborgh | 1-9     | 1991-1999 | De Vlaamse vrouw van Willems vriend Bob van Traa, die haar begin seizoen 2 verlaten heeft. Nicole neemt Bobs antiekzaak over en begint een relatie met Harry. Nadat hun huis in seizoen 5 afbrandt, begint Nicole een bonbonzaak. In seizoen 8 trouwen ze en krijgen een tweeling, maar uiteindelijk gaan ze in seizoen 9 toch uit elkaar. |
| Jopie Geleinse            | Hans Boskamp        | 5-15    | 1994-2003 | Een nogal domme vriend van Harry. Hij werkte als portier in een bordeel dat ook vaak 'Het Relaxhuis' of 'Wippenstein' werd genoemd en valt regelmatig in bij de Hapkar van Harry. |
| Maria Stevens-Serbellone  | Rieneke van Nunen   | 9-15    | 1998-2003 | Maria werd later Harry's vriendin. Ze komt uit Sicilië en begon daarna met Harry een pizzeria. In de laatste aflevering trouwden ze. |
| Dorothea 'Tante Tip' Buys | Elisabeth Versluys  | 3-13    | 1993-2001 | Een nicht van Opa Henry met scherpe tong, wier bezoeken de nodige frustratie opleveren. Dit met name vanwege de overdadige zorg voor haar prijswinnende poedel genaamd Mata Hari. Na Mata Hari's dood in seizoen 7 nam ze drie jackrussellterriërs. |
| Meneer Meijer             | Hein Boele          | 6-15    | 1995-2003 | Buurman van familie Bol-Buys. Hij was getrouwd met mevrouw (Emilie) Meijer, die bij geluidsoverlast (met name van het vaak afgaande inbraakalarm) voortdurend naar de familie Bol-Buys belde. Meneer Meijer werd vaak in haar opdracht naar de familie gestuurd. |
| Raoul van Maasdam         | Mattijn Hartemink   | 3-6     | 1993-1996 | Beste vriend van Rik en vriendje van Anna. De twee hadden een aardige tijd iets moois met elkaar. Uiteindelijk vertrok hij naar een kibboets in Israël. |
| Milly Scheerwinkel        | Jetty Mathurin      | 7-12    | 1996-2000 | De Surinaamse vriendin van Willem. Ze ontmoetten elkaar voor het eerst toen iemand haar tas probeerde te stelen. Ze vertrekt na het overlijden van Henry naar Suriname. |
| Joanie                    | Shakira Meerzorg    | 8-12    | 1997-2000 | Milly's nichtje, dat liever zestien dan twaalf jaar zou zijn. |
| Ilhan Kaynak              | Ali Çifteci         | 13-15   | 2001-2003 | Een collega van Bella, die stiekem een oogje op haar had. |

### Bijrollen
- Maroesja Jansen - Ingrid Willemse (1992-2001), studente antropologie in Amsterdam later weer terug verhuist naar Rotterdam, die als mooie callgirl wat bijverdiende  in het bordeel waar Jopie Geleinse portier is. Dit leidde tot hilariteit en verwarring bij opa Henry, die in haar slechts een schattig meiske zag.
- Bob van Traa - Paul van Soest (1991-1992), vuilnisman van beroep. Hij was getrouwd met Nicole, na het eerste seizoen verdween hij uit de serie omdat hij een relatie aanging met een andere vrouw en liet Nicole en hun winkel achter in Rotterdam.
- Oom Eugène Buys - Coen Flink (1991-2000), tweelingbroer van Henry Buys. Was aanvankelijk de buurman van dokter Van der Ploeg in Zeg 'ns Aaa en introduceerde zo de personages voor Oppassen!!!. In de serie was hij de frivole tegenhanger van de norse opa Buys. Werkzaam aan de Nederlandse ambassade in Moskou kwam hij enkele keren geheel onverwacht opduiken, wat bij de familie Bol-Buys de nodige stress veroorzaakte. Uiteindelijk trouwde hij met Janine, de chauffeuse van de dierenambulance waar Anna stage liep.
- Janet - Nienke Römer (1992), vriendin van Anna.
- Katja de Mol van Otterloo - Minouk Niemeijer (1992), vriendin van Rik.
- Dorine - Angela Schijf (1993-1995), vriendin van Rik.
- Freddy Humperdinck (alias Garnaal) - Flip Heeneman (1993-2002), scharrelaar, vriend van Harry Stevens.
- Louise Meijer - Renske Gasper (1995), vriendin van Rik.
- Marijke de Vries - Janie Spaans (1995-1997), vriendin van Rik. Haar vader zat bij de marine.
- Wouter - Erik Arens (1995), vriendje van Anna.
- Maartje van Doorn - Suze Broks (1994), oud-klasgenoot en vriendin van Willem.
- Robbert - Wouter de Jong (1996), jongen die opa Henry per ongeluk tegen het lijf liep en op het rechte pad probeerde te houden. Hij stal voortdurend Henry's oude horloge.
- Margot - Eveliene Carels (1996), vriendin van Rik.
- Do Macasar - Rima Melati (1993), een Indonesische vriendin van opa Willem Bol.
- Blanche van Waveren - Marijke Merckens (1993), een vrouw uit Groningen waarmee Henry door een ongelukje kennis maakte en op wie hij verliefd was.
- Christiane Landon - Jannie Houweling (1996-1997), vriendin van Henry. Samen deelden ze de passie voor de kunst.
- Rita - Karin Meerman (1999-2000), vriendin van Henry hij leert haar kennen bij een avond bowlen.
- Freek - Pim Feltkamp (2000-2002), vriend van Sander.
- Leonie - Saskia van der Heide (2001-2002), vriendinnetje van Willemijn en nichtje van meneer en mevrouw Meijer.
- Thomas Huisstee - Joris Putman (2001-2003), vriendje van Willemijn en vriend van Sander.
- Peter-Jan - Bjørn Piron (2002), vriend van Sander.
- Roxanne van Zevenaar - Marlies Hamelynck (2001-2002), vriendin van Rogier die hij ontmoet had in de supermarkt.
- Laura de Jager - Simone Ettekoven (2002-2003), vriendin van Willem.

## Stamboom

### Familie Bol-Buys
|  |  | Willem Bol | Willem Bol | Willem Bol | Willem Bol | Willem Bol         | Willem Bol         |                    |                    | Doortje Bol-Willem | Doortje Bol-Willem | Doortje Bol-Willem | Doortje Bol-Willem | Doortje Bol-Willem | Doortje Bol-Willem |                |                | Henry Buys     | Henry Buys     | Henry Buys | Henry Buys | Henry Buys      | Henry Buys      |                 |                 | Francine Buys   | Francine Buys   | Francine Buys | Francine Buys | Francine Buys | Francine Buys |  |  |  |  |
|  |  | Willem Bol | Willem Bol | Willem Bol | Willem Bol | Willem Bol         | Willem Bol         |                    |                    | Doortje Bol-Willem | Doortje Bol-Willem | Doortje Bol-Willem | Doortje Bol-Willem | Doortje Bol-Willem | Doortje Bol-Willem |                |                | Henry Buys     | Henry Buys     | Henry Buys | Henry Buys | Henry Buys      | Henry Buys      |                 |                 | Francine Buys   | Francine Buys   | Francine Buys | Francine Buys | Francine Buys | Francine Buys |  |  |  |  |
|  |  |            |            |            |            |                    |                    |                    |                    |                    |                    |                    |                    |                    |                    |                |                |                |                |            |            |                 |                 |                 |                 |                 |                 |               |               |               |               |  |  |  |  |
|  |  |            |            |            |            | Victor Bol         | Victor Bol         | Victor Bol         | Victor Bol         | Victor Bol         | Victor Bol         |                    |                    |                    |                    |                |                |                |                |            |            | Simone Bol-Buys | Simone Bol-Buys | Simone Bol-Buys | Simone Bol-Buys | Simone Bol-Buys | Simone Bol-Buys |               |               |               |               |  |  |  |  |
|  |  |            |            |            |            | Victor Bol         | Victor Bol         | Victor Bol         | Victor Bol         | Victor Bol         | Victor Bol         |                    |                    |                    |                    |                |                |                |                |            |            | Simone Bol-Buys | Simone Bol-Buys | Simone Bol-Buys | Simone Bol-Buys | Simone Bol-Buys | Simone Bol-Buys |               |               |               |               |  |  |  |  |
|  |  |            |            |            |            |                    |                    |                    |                    |                    |                    |                    |                    |                    |                    |                |                |                |                |            |            |                 |                 |                 |                 |                 |                 |               |               |               |               |  |  |  |  |
|  |  |            |            |            |            |                    |                    |                    |                    |                    |                    |                    |                    |                    |                    |                |                |                |                |            |            |                 |                 |                 |                 |                 |                 |               |               |               |               |  |  |  |  |
|  |  |            |            |            |            | Anna van Vliet-Bol | Anna van Vliet-Bol | Anna van Vliet-Bol | Anna van Vliet-Bol | Anna van Vliet-Bol | Anna van Vliet-Bol |                    |                    | Piet van Vliet     | Piet van Vliet     | Piet van Vliet | Piet van Vliet | Piet van Vliet | Piet van Vliet |            |            | Rik Bol         | Rik Bol         | Rik Bol         | Rik Bol         | Rik Bol         | Rik Bol         |               |               |               |               |  |  |  |  |
|  |  |            |            |            |            | Anna van Vliet-Bol | Anna van Vliet-Bol | Anna van Vliet-Bol | Anna van Vliet-Bol | Anna van Vliet-Bol | Anna van Vliet-Bol |                    |                    | Piet van Vliet     | Piet van Vliet     | Piet van Vliet | Piet van Vliet | Piet van Vliet | Piet van Vliet |            |            | Rik Bol         | Rik Bol         | Rik Bol         | Rik Bol         | Rik Bol         | Rik Bol         |               |               |               |               |  |  |  |  |
|  |  |            |            |            |            |                    |                    |                    |                    |                    |                    |                    |                    |                    |                    |                |                |                |                |            |            |                 |                 |                 |                 |                 |                 |               |               |               |               |  |  |  |  |
|  |  |            |            |            |            |                    |                    |                    |                    | Ricky van Vliet    |                    |                    |                    |                    |                    |                |                |                |                |            |            |                 |                 |                 |                 |                 |                 |               |               |               |               |  |  |  |  |

### Familie Van Cleeff-de Hert
|  |  | Rogier van Cleeff | Rogier van Cleeff | Rogier van Cleeff | Rogier van Cleeff | Rogier van Cleeff | Rogier van Cleeff |                   |                   | Elza van Cleeff   | Elza van Cleeff   | Elza van Cleeff   | Elza van Cleeff   | Elza van Cleeff | Elza van Cleeff |                |                |                |                |                |                |                |                |  |  |  |  |
|  |  | Rogier van Cleeff | Rogier van Cleeff | Rogier van Cleeff | Rogier van Cleeff | Rogier van Cleeff | Rogier van Cleeff |                   |                   | Elza van Cleeff   | Elza van Cleeff   | Elza van Cleeff   | Elza van Cleeff   | Elza van Cleeff | Elza van Cleeff |                |                |                |                |                |                |                |                |  |  |  |  |
|  |  |                   |                   |                   |                   |                   |                   |                   |                   |                   |                   |                   |                   |                 |                 |                |                |                |                |                |                |                |                |  |  |  |  |
|  |  |                   |                   |                   |                   | Bella van Cleeff  | Bella van Cleeff  | Bella van Cleeff  | Bella van Cleeff  | Bella van Cleeff  | Bella van Cleeff  |                   |                   |                 |                 |                |                | Jeroen de Hert | Jeroen de Hert | Jeroen de Hert | Jeroen de Hert | Jeroen de Hert | Jeroen de Hert |  |  |  |  |
|  |  |                   |                   |                   |                   | Bella van Cleeff  | Bella van Cleeff  | Bella van Cleeff  | Bella van Cleeff  | Bella van Cleeff  | Bella van Cleeff  |                   |                   |                 |                 |                |                | Jeroen de Hert | Jeroen de Hert | Jeroen de Hert | Jeroen de Hert | Jeroen de Hert | Jeroen de Hert |  |  |  |  |
|  |  |                   |                   |                   |                   |                   |                   |                   |                   |                   |                   |                   |                   |                 |                 |                |                |                |                |                |                |                |                |  |  |  |  |
|  |  |                   |                   |                   |                   |                   |                   |                   |                   |                   |                   |                   |                   |                 |                 |                |                |                |                |                |                |                |                |  |  |  |  |
|  |  |                   |                   |                   |                   |                   |                   | Willemijn de Hert | Willemijn de Hert | Willemijn de Hert | Willemijn de Hert | Willemijn de Hert | Willemijn de Hert |                 |                 | Sander de Hert | Sander de Hert | Sander de Hert | Sander de Hert | Sander de Hert | Sander de Hert |                |                |  |  |  |  |

## Dvd
- Deel 1: Aflevering 001-024, juli 2008
- Deel 2: Aflevering 025-048, september 2008
- Deel 3: Aflevering 049-072, november 2008
- Deel 4: Aflevering 073-096, mei 2009
- Deel 5: Aflevering 097-120, september 2009 (*)
- Deel 6: Aflevering 121-144, december 2009
- Deel 7: Aflevering 145-168, september 2010
- Deel 8: Aflevering 169-192, november 2010
- Deel 9: Aflevering 193-216, mei 2011
- Deel 10: Aflevering 217-240, november 2011
- Deel 11: Aflevering 241-264, november 2011
- Deel 12: Aflevering 265-288, oktober 2012
- Deel 13: Aflevering 289-321, november 2012
- 40 DVD Box: complete tv-serie verzameld, 2016

(*) = Incl. extra aflevering "Opgeruimd staat netjes", gemaakt wegens het 70-jarig bestaan van de VARA. Met cameo van de cast uit Zeg 'ns Aaa.

## Trivia
- De serie werd ook in het buitenland uitgezonden.[1]
- De laatste aflevering op 22 februari 2003 werd door meer dan 1,6 miljoen mensen bekeken.
- De serie was oorspronkelijk bedoeld als 'milieucomedy'. Het ministerie van VROM leverde een bijdrage voor het maken van een pilot en het ontwikkelen van een langlopende serie.
- In 1996 won Oppassen!!! de Gouden Televizier-Ring.
- In de aflevering van 21 februari 1998 trouwde Anna Bol met Piet van Vliet in het stadhuis van Schiedam.
- Op 3 juni 2000 was Coen Flink voor het laatst te zien in Oppassen!!! 26 dagen later overleed hij in Blaricum.
- In de allerlaatste aflevering "De bruiloft" zijn Rik, Anna, Piet en Does nog eenmaal te zien. In deze aflevering wordt er tevens teruggeblikt op Opa Buys, Coen Flink.
- In de VARAgids verscheen vroeger een strip rond de familie Bol-Buys.
- In november 1995 bestond de VARA 70 jaar. Voor deze gelegenheid is er destijds een speciale aflevering van Oppassen!!! uitgezonden, genaamd "Opgeruimd staat netjes". Hierin waren personages van Zeg 'ns Aaa en Oppassen!!! samen te zien. Coen Flink speelde een dubbelrol, namelijk naast Henry Buys ook die van zijn tweelingbroer Eugene, die in Zeg 'ns Aaa de buurman van dokter Van der Ploeg was.
- Op 15 december 1990 wordt in de aflevering Kerstmis door Buurman (Eugene) Buys in Zeg 'ns Aaa voor het eerst gesproken over de Bol-Buysjes en hun familiesituatie.
- Op 9 februari 1991 komen Opa Henry en Simone langs in de serie Zeg 'ns Aaa. Dit als vooraankondiging voor Oppassen!!!.
- Voordat Fred Vaassen de rol van Harry Stevens speelde, speelde hij in seizoen 1 twee andere rollen; namelijk als Marktkoopman en als Harry Vermeer. In de aflevering Première van seizoen 2 was hij als Harry Stevens te zien en in de loop van de serie.
- Ook Edmond Classen speelde eerder een gastrol. In seizoen 5 is hij in de aflevering Goed van vertrouwen ook al te zien als iemand die zich uitgeeft voor een professor.
- De donkere kamer waarin Rogier zijn foto's ontwikkelde in het laatste seizoen, is meermaals gebruikt als het washok.
- Veere heeft daadwerkelijk een burgemeester Buys gehad: Martinus Quirinus Buys Ballot (1917–1929).
- Opa Willem en elektriciteit was een ongelukkige combinatie. Telkens wanneer hij een elektrisch apparaat had gerepareerd, sloegen steevast de stoppen door. Dit was een running gag.